# Dixonotus hackeri
Dixonotus hackeri är en insektsart som beskrevs av Hölzel 2004. Dixonotus hackeri ingår i släktet Dixonotus och familjen fjärilsländor. Inga underarter finns listade i Catalogue of Life.